# Тибетски език
Тибетският език (тиб. བོད་སྐད་, Вайли bod skad, пинин phökä’) е език, принадлежащ на тибето-бирманското подсемейство на сино-тибетското езиково семейство.
На стандартен тибетски език се говори в Тибет в района на Лхаса, Тибетски автономен регион, а диалектите му са разпространени и в други райони на КНР, също както в Индия, Непал, Бутан и Пакистан (на диалектите балт и пуриг).
Около шест милиона души говорят на тибетски език.

## История
Възникването на литературния тибетски език се свързва със създаването на писмеността от Тхонми Самбхота и проникването на будизма в Тибет (най-старият паметник е надписът от VII век в манастира Самие). Литературният език се формира при преводите на каноническата литература от санскрит (превода Трипитака от VIII век). По-нататък на тибетски език се създават литературни произведения от различни жанрове: исторически (например съчиненията на Бутон Ринчен Друб от XIV век), религиозни (Дзонкапа, XIV-XV век), художествени (стиховете на Миларепа от XI–XII век, Далай-лама VI от 1683 г. до 1706 г.).
Съвременният литературен тибетски език е запазил от древни времена традиционния правопис; граматиката му е изменена незначително, промените засягат предимно лексиката.